# Campeonato Noronhense de Futebol de 2013
O Campeonato Noronhense de Futebol de 2013 ou Copa Noronhense de Futebol de 2013 (mais conhecido como Noronhão 2013) foi a 12ª edição da principal competição do futebol amador de Fernando de Noronha. Competição que reuni clubes com elenco máster, é organizado pela ANOVE com parceria da Federação Pernambucana de Futebol.
Com inicio da competição marcada para o dia 22 de março, a competição foi paralisada por falta de verba. Recomeçando 24 dias, após o termino de nona rodada do primeiro turno. Segundo Naldo Soares, organizador da competição, o retorno deve-se ao acordo com a federação que envia árbitros a ilha e ajuda dos empresários locais com a logística.
Em jogo acirrado entre Conceição e Três Paus que fizeram a final no dia 8 de agosto, comum placar  de 3 a 1, o Conceição sagrou-se Bicampeã do campeonato e faturou seu terceiro título do Noronhão, se levar em conta o certame anterior que foi conquistado no ano de 2000.

## Formato e Regulamento
No Noronhão de 2013, participaram 5 equipes que jogavam entre se em grupo único. A competição foi dividida em duas fases classificatória e duas eliminatórias. O campeonato usou um formato semelhante ao utilizado no Campeonato Carioca de 2013, que consiste no campeão do 1° Turno, enfrentando o campeão do 2° Turno numa final para decidir o campeão geral da competição, classificando-se para as finais de cada turno as quatro melhores equipes. Caso a mesma equipe vencesse os dois turnos, era automaticamente apontado como campeão do certame.
Em caso de igualdade na fase classificatória e eliminatória, foi adotado o seguinte critério:
1. Número de vitórias
2. Saldo de gols
3. Gols marcados
4. Número de cartões vermelhos
5. Número de cartões amarelos
6. Sorteio público
7. Tiros de ponto penal, conforme as Regras do Jogo de Futebol e iniciado até 10 minutos após o término da partida.

## Equipes Participantes
| Equipe                          | Em 2012 | Títulos (Último) |
| ------------------------------- | ------- | ---------------- |
| Conceição Futebol Clube         | 5°      | 2 (em 2011)      |
| Costa Azul Futebol Clube        | ND      | 0 (não possui)   |
| Grêmio Futebol Clube            | 4°      | 3 (em 2009)      |
| Associação Três Paus de Futebol | ND      | 2 (em 2002)      |
| Vitória                         | ND      | 0 (não possui)   |

Obs: Todos os jogos, foram realizados no Estádio Distrital Salviano José de Souza Neto, o Pianão.

## Primeiro turno
| Campeonato Noronhense de Futebol de 2013 |
| ---------------------------------------- |
| Três Paus Campeão do 1° Turno            |

## Segundo turno
| Campeonato Noronhense de Futebol de 2013 |
| ---------------------------------------- |
| Conceição Campeão do 2° Turno            |

## Final
A grande final do Campeonato Noronhense ou Noronhão, foi realizada no dia 8 de agosto, ás 20h30. As equipes da Conceição e dos Três Paus se enfrentam  no Estádio Distrital Salviano José de Souza Neto, na Vila dos Remédios. O torneiro começou em março, teve cinco equipes na disputa e alguns problemas até chegar a esta decisão. No mês de maio o campeonato passou por uma greve, parou 24 dias por falta de verba para o pagamento dos bandeirinhas e gandulas.
O Conceição, que venceu o primeiro turno, entra em campo para jogar contra os Três Paus, que conquistou o segundo turno, luta pelo título 2013. A partida teve a arbitragem de Geleydson Leite, da Confederação Brasileira de Futebol em Pernambuco.  Os assistentes foram, Enoque Souza e Eraldo Bala. O título foi decidido em jogo único.
| 8 de agosto | Conceição                          | 3–1 | Três Paus      | Estádio Distrital Salviano José de Souza Neto, Vila dos Remédios |
| 20:30       | Thiago 25' · Eron 31' · Silvano ?' |     | Caia 79' (pen) | Árbitro: PE Geleydson Leite                                      |

### Premiação
| Campeonato Noronhense de Futebol de 2013 |
| ---------------------------------------- |
| Conceição Campeão (3º título)            |